# Université de Virginie
L'université de Virginie (appelée aussi UVA, UVa, Virginia) se trouve sur la côte Est des États-Unis à Charlottesville, dans l'État de Virginie. C'est aussi un site inscrit depuis 1987 au patrimoine mondial de l’Humanité défini par l’UNESCO. L’université a été fondée en 1819 par Thomas Jefferson, l’auteur de la Déclaration d’indépendance et le troisième président américain. L'université de Virginie est un établissement d'enseignement supérieur public réputé qui appartient au réseau Universitas 21. Toujours classée dans le top 25 des universités américaines, elle fait également partie des « Public Ivies », un réseau regroupant les meilleures universités publiques du pays, qui sont réputées dispenser un enseignement au niveau comparable à celui des établissements de la Ivy League.

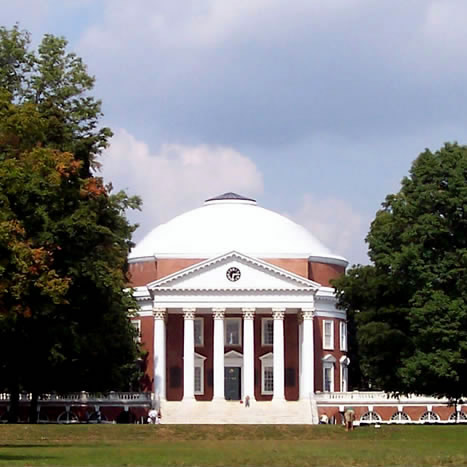
La Rotonde : elle contient la bibliothèque et a été dessinée par Jefferson.

## Historique

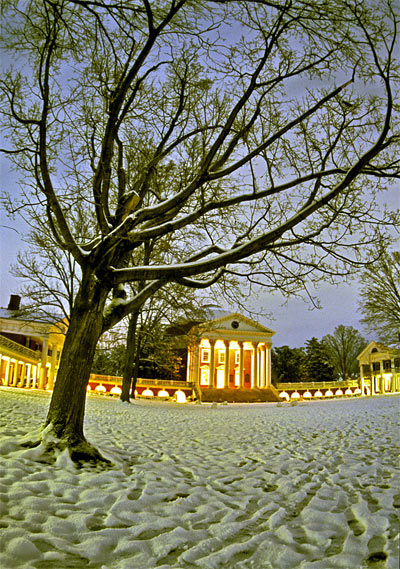
Le village académique en hiver, université de Virginie.

Le 18 janvier 1800, Thomas Jefferson préparait déjà les plans d'une nouvelle université pour la Virginie, car il estimait que l'ancien Collège de William et Mary ne suffisait plus. Jefferson a toujours voulu développer l'éducation dans sa région et il pensait qu'une République ne pouvait fonctionner sans la participation d'élites bien formées. Surtout, il souhaitait que l'enseignement supérieur échappât à l'emprise de la religion : en ce début du XIXe siècle, la théologie était encore très présente dans les universités américaines.
Le terrain fut acheté en 1788 par James Monroe ; les travaux de construction commencèrent en 1817 et l'inauguration officielle eut lieu deux ans plus tard. Au début du XIXe siècle, les institutions comprenaient un conseil des Visiteurs (Board of Visitors) qui choisissait les professeurs et élisait le recteur de l’université. Jefferson n'avait pas prévu d'enseignement religieux et exigeait des étudiants qu'ils lisent le philosophe anglais John Locke.
En 1824, la jeune université reçoit la visite de La Fayette, invité par son ami Thomas Jefferson. Les premiers cours sont donnés en 1825 : l'originalité de l'établissement était qu'il offrait plus de formations que les autres universités : astronomie, architecture, botanique, philosophie et sciences politiques. L'enseignement était également émancipé de la religion ce qui se reflétait dans l'architecture originelle du campus : à la place d'une chapelle, le bâtiment central était une rotonde abritant la bibliothèque universitaire.

## Architecture

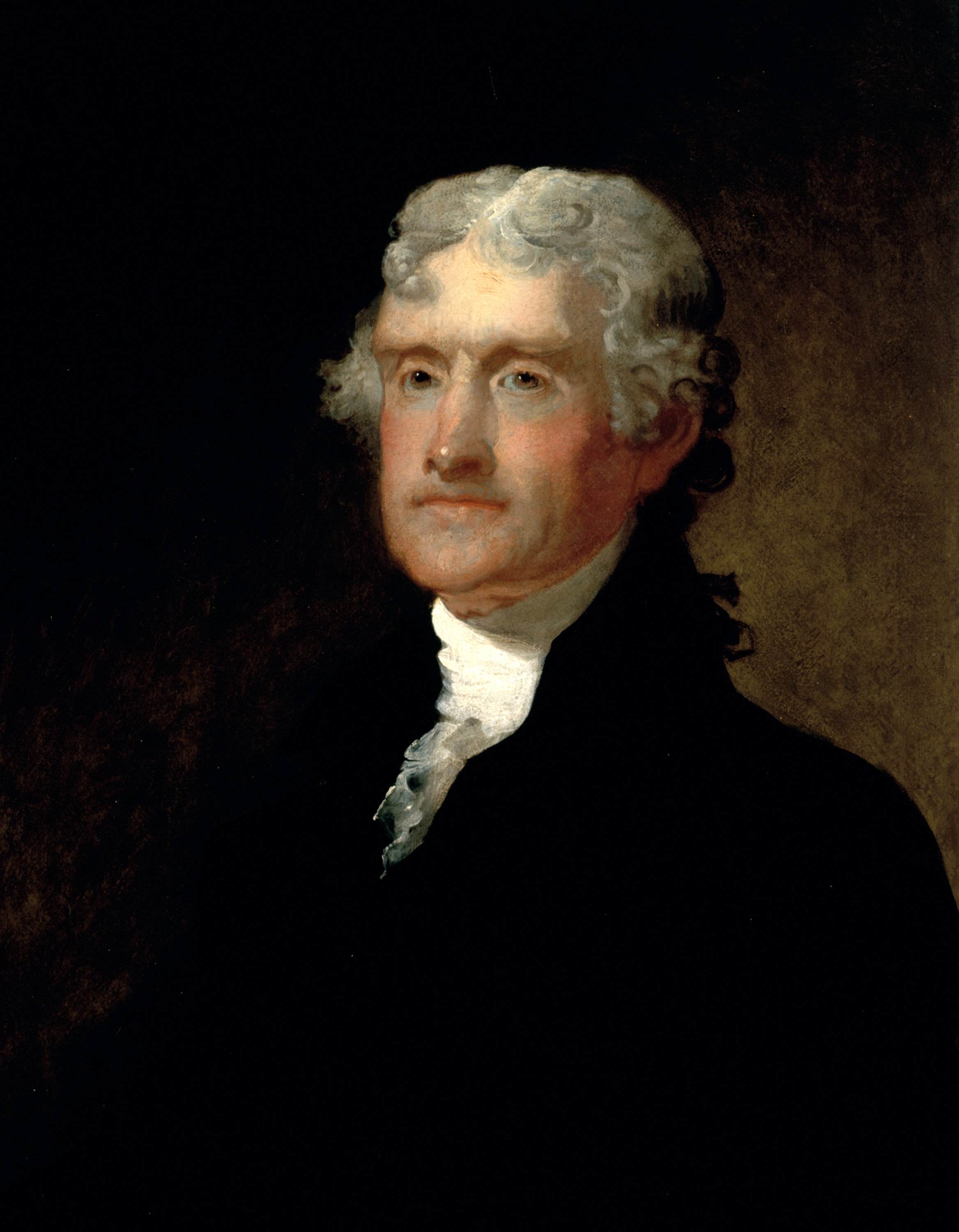
Thomas Jefferson, le fondateur de l'université de Virginie.

Thomas Jefferson contribua au plan de l'université de Virginie, construite à partir de 1817. Le projet, complété par Benjamin Latrobe, lui permet d'appliquer ses conceptions architecturales. La bibliothèque universitaire est située sous une rotonde coiffée d'un dôme qui s'inspire du Panthéon de Rome. Elle devait, selon Jefferson, représenter l'autorité de la nature et le pouvoir de la raison. L'ensemble présente une grande homogénéité grâce à l'utilisation de la brique et du bois peint en blanc.
Jefferson avait conçu le plan du campus comme un village académique où les professeurs étaient proches de leurs étudiants ; Il s'inspira du château de Marly et du Panthéon de Rome (pour la rotonde).

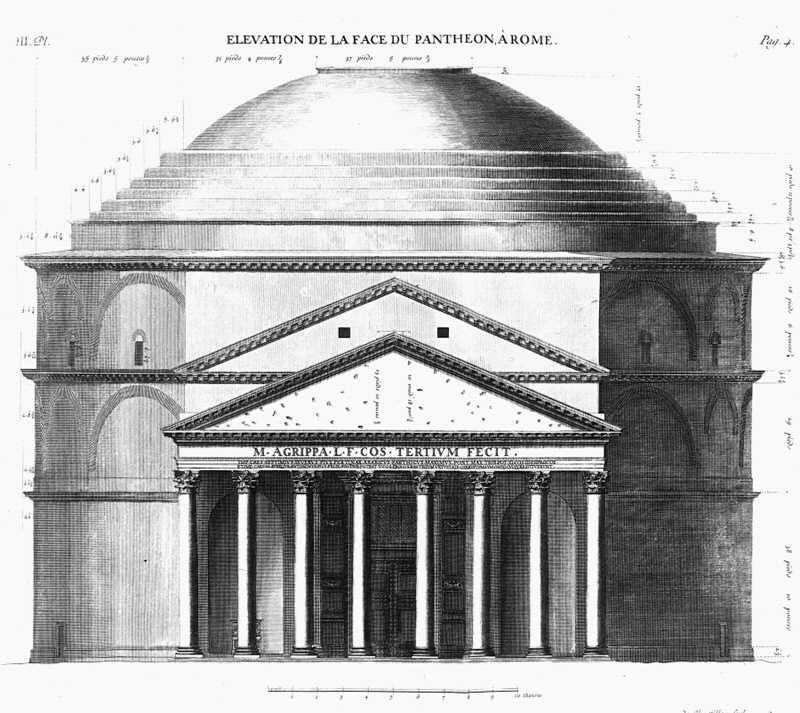
Dessin du Panthéon de Rome par Antoine Desgodetz, dans Les edifices antiques de Rome, Paris, 1779.

En janvier 1895, le New York Times disait que le plan de l'université de Virginie était le projet le plus ambitieux et le plus monumental du XIXe siècle. En 1976, l'institut américain des architectes (American Institute of Architects) affirmait qu'elle était l'exemple le plus abouti de l'architecture américaine depuis 200 ans. Aujourd'hui, l'université demeure un monument remarquable et une destination touristique majeure. Elle est classée, avec la villa de Monticello, au patrimoine mondial de l'Humanité de l'Unesco. Il s'agit du seul campus du monde à avoir obtenu cette distinction.
- La rotonde est devenue le symbole du campus[5]. Elle représente la moitié de la hauteur du Panthéon de Rome. Elle servit de modèle à d'autres bâtiments du même type à l'université Duke (1892), l'université Johns-Hopkins (1902), l'université Rice (1910), etc.

Le 27 octobre 1895, la rotonde est en partie détruite par un incendie. On fit appel à l'architecte Stanford White pour la reconstruire. Celui-ci resta fidèle aux dessins de Jefferson pour l'extérieur, mais réaménagea complètement l'intérieur du bâtiment. White construisit également d'autres bâtiments sur le campus.
- The Lawn : dix bâtiments se trouvent de chaque côté de la rotonde. Chacun a son propre style architectural.
- Les Serpentine walls

## Disciplines enseignées

### Écoles

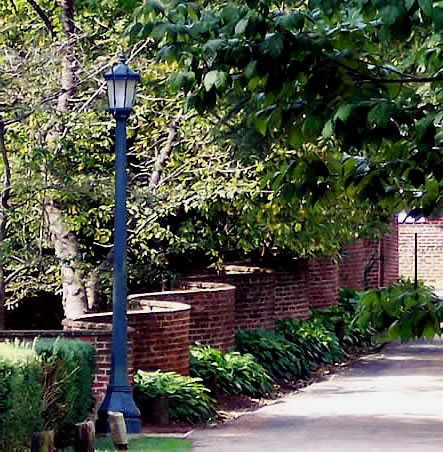
Serpentine wall.

L'université de Virginie dispose de plusieurs écoles (équivalent de facultés au sein de l'université française) :
- L'école d'Architecture[6]
- La College and Graduate School of Arts and Sciences[7]
- L'école de Sciences Politiques, la Batten School of Leadership and Public Policy
- L'école de Commerce,la McIntire School of Commerce[8] a été élue en 2009 meilleure école de commerce des États-Unis par le magazine Business Week. Elle dispense des diplômes de niveau Bachelor et Master.
- La School of Continuing and Professional Studies[9] qui forme des professionnels dans le cadre de leur travail
- La Darden School of Business dispense un enseignement uniquement "Post-graduate" avec des diplômes de type MBA et PhD.En 2015, son MBA est classé 2e au monde par The Economist. En 2019 la Darden School of Business est classée 5e meilleure école de commerce aux États unis par Bloomberg. En 2021 elle est 11e mondiale dans le classement du Financial Times[réf. souhaitée].
- L'école de Droit.En 2022 la UVA School of Law se classe 8e aux États Unis selon le US News Ranking.
- L'école d'Ingénierie[10]
- l'école de Médecine,
- L'école d'infirmières
- La Curry School of Education[11] en sciences de l'éducation

### Départements
Histoire de l'art, Astronomie, Astrophysique, Biologie, Biotechnologie, Chimie, Informatique, Économie, Anglais, Finance, Français, Lettres classiques, Allemand, Histoire, Physique, Sciences politiques, Psychologie, Religions, Espagnol/Portugais... L’ensemble des bibliothèques compte environ 5 millions de volumes.

## Sports
Dans le domaine sportif, les Cavaliers de la Virginie défendent les couleurs de l'université de la Virginie.

## Controverses
En novembre 2014, un article du Rolling Stone Magazine fait état d'un certain nombre de viols dans les fraternités d'UVA, y compris des viols en réunion sur des victimes alcoolisées ou droguées. L'administration de l'université a par ailleurs été accusée de minimiser, voire de couvrir ces crimes. L'investigation de la part de l'université est obligatoire d'après la loi fédérale, mais l'école est soupçonnée d'être plus concernée par son image que par la poursuite des coupables,. À la suite de la publication de l'article, UVA a demandé à la police d'enquêter sur ces viols et a fait fermer toutes les fraternités du campus le temps de l'enquête. Peu de temps après, à la suite d'une enquête, il a été révélé que toute l'histoire avait été inventée. Cela eut des répercussions sur la réputation du magazine, qui dut publier des excuses publiques à trois reprises, et de la presse en général.